# Франкен
Франкен (фр. Franken) насеље је и општина у источној Француској у региону Алзас, у департману Горња Рајна која припада префектури Алткирх.
По подацима из 2011. године у општини је живело 350 становника, а густина насељености је износила 56,27 становника/km². Општина се простире на површини од 6,22 km². Налази се на средњој надморској висини од 335 метара (максималној 432 m, а минималној 326 m).

## Демографија
| 1962. | 1968. | 1975. | 1982. | 1990. | 1999. | 2011. |
| ----- | ----- | ----- | ----- | ----- | ----- | ----- |
| 245   | 255   | 227   | 232   | 252   | 288   | 350   |

График промене броја становника у току последњих година